# Wire (Messenger)
Wire (englisch für Kabel, auch im Sinne von Telegramm; vergl. deutsch veraltet kabeln, ein Kabel(-Telegramm) schicken) ist ein Instant Messenger für Smartphones und Tablets (Android oder iOS) sowie Windows-, macOS- und Linux-Computer. Über den Dienst Wire for Web und die Schnittstelle WebRTC sind Anrufe zu und von bestimmten Webbrowsern (Chrome, Firefox und Opera) möglich. Der Messenger ist auch in deutscher Sprache verfügbar.
Wire ist für den privaten Gebrauch kostenlos. Es werden verschiedene Abonnements für Unternehmen angeboten, die mit Stand Juli 2020 ab 6 Euro monatlich (5 Euro bei zwölfmonatigem Abonnement, 4 Euro bei 24-Monate-Abonnement) kosten.
Mit Wire können Nutzer, wie bei vielen anderen Instant Messengern auch, Textnachrichten, Bilder, Musik und Videos austauschen und untereinander per VoIP – auch in Gruppen – telefonieren. Der Hersteller versucht sich von anderen Instant Messengern über die möglichst alleinige, erklärungslose Darstellung der Nachrichteninhalte sowie mehr Datenschutz als andere Messenger abzuheben. Inzwischen ist Wire (Client und Server) laut Herstellerangaben vollständig quelloffen. Der Betrieb eines eigenen Servers ist möglich. Wire ist als Anwendung für Mobilgeräte und Desktop erhältlich oder kann über einen Webbrowser genutzt werden; für die Registrierung zur Nutzung ist keine Telefonnummer erforderlich, der Nutzer kann sich auch mit einer E-Mail-Adresse anmelden.
Wire ist der meistgenutzte Messengerdienst in der deutschen Bundesverwaltung.

## Geschichte
Gegründet wurde das hinter Wire stehende Unternehmen – die Wire Swiss GmbH – unter dem Namen Zeta Project Swiss GmbH. Gesellschafterin war erst die Zeta Project, Inc. mit Sitz in Dover (Delaware), dann wurde die Firma jedoch von der Wire Group Holdings Inc. übernommen, ebenfalls mit Sitz in Dover. Mittlerweile ist die Wire Swiss GmbH eine Tochtergesellschaft der Wire Group Holdings GmbH, mit Sitz in München.
Die Wire Swiss GmbH hat ihren Sitz in der Schweiz und betreibt die technische Entwicklung ihres Instant Messengers in Berlin. Genutzt werden nach Angaben des Unternehmens in der Europäischen Union befindliche Server von Amazon (AWS). Das Team besteht aus ehemaligen Mitarbeitern von Apple, Skype, Nokia und Microsoft. Janus Friis – Mitbegründer von Skype – gehört über die Firma Iconical zu den Geldgebern.
Die erste Version von Wire wurde am 3. Dezember 2014 für iOS, Android und OS X veröffentlicht. Ein Teilen von Musik war vorerst nur per SoundCloud möglich, von Videos nur per YouTube. Auch eine deutsche Lokalisation gab es zu Beginn nicht.

## Funktionen

### Kommunikation
Im August 2015 wurden die Gruppentelefonate in Stereoqualität eingeführt, die mit bis zu 25 Personen möglich sind. Seit März 2016 ist auch Videotelefonie über Wire möglich, wobei Videokonferenzen mit bis zu 150 Personen durchgeführt werden können.

### Ende-zu-Ende-Verschlüsselung
Alle Kommunikationsinhalte auf Wire sind Ende-zu-Ende verschlüsselt. So wird bei Textnachrichten, Dateien (z. B. Bildern) und 1:1-Anrufsignalisierung das Kryptographieprotokoll Proteus verwendet, welches eine Wire-eigene (offene) Implementation des Axolotl/Double Ratchet-Protokolls ist. Der Messenger verwendet Axolotl-Ratchet und Pre-Keys, die für mobiles Messaging optimiert sind. Anrufe verwenden für den Schlüsselaustausch und die Authentifizierung DTLS sowie SRTP für die Transportverschlüsselung der Mediendaten. Seit April 2018 ist es zudem möglich, Gesprächsteilnehmer per Weblink zu Diskussionen hinzuzufügen, die Wire selbst nicht installiert haben. Dies funktioniert mit modernen Browsern (Google Chrome 86 oder höher, Mozilla Firefox 117 oder höher). Auch diese Unterhaltungen mit Nicht-Wire-Benutzern sind Ende-zu-Ende verschlüsselt.

### Integration von Medien
Mit Wire können Nutzer animierte GIF-Dateien direkt in der App verschicken, hierfür wurde der Service Giphy direkt in die Chatfunktionen integriert. Außerdem ist es möglich, YouTube-, SoundCloud-, Spotify- und Vimeo-Inhalte direkt in der App mit seinen Kontakten zu teilen. In den iOS- und Android-Versionen gibt es außerdem die Funktion Sketch, mit dem Nutzer Bilder zeichnen und verschicken können.

### Synchronisation auf allen Plattformen
Die Chatverläufe können zwischen mehreren Geräten eines Nutzers, auch plattformübergreifend, synchronisiert werden.

## Quellcode
Der Quelltext der Clients ist auf GitHub verfügbar. Seit Anfang April 2017 wird der Quelltext des Servers ebenfalls auf GitHub schrittweise veröffentlicht.